# Calling All Cars!
Calling All Cars! è un videogioco scaricabile dal PlayStation Network creato da David Jaffe, direttore creativo di God of War.

## Modalità di gioco
Scopo di Calling All Cars! è cercare di catturare un fuggitivo (a piedi o in custodia di un avversario) e portarlo in prigione evitando i colpi dei nemici. Sono presenti per tal fine alcuni power-up e diversi veicoli, alcuni dei quali sbloccabili dopo aver completato determinate sfide (in partite singole o in tornei).

## Multiplayer
Il 14 gennaio 2010 i server di Calling All Cars! sono stati spenti e non è più possibile giocare online.